# Gestrichelte Winde

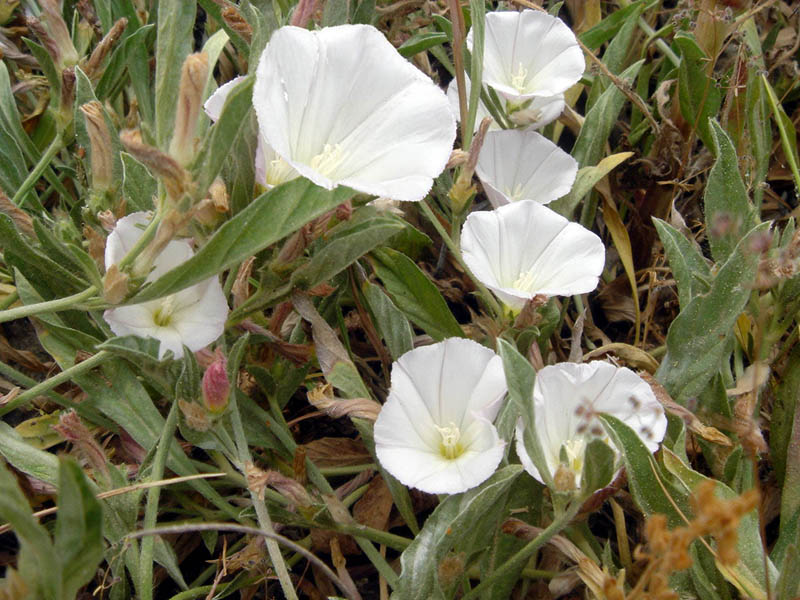
Convolvulus lineatus

Die Gestrichelte Winde (Convolvulus lineatus) ist eine Pflanzenart aus der Familie der Windengewächse (Convolvulaceae).

## Beschreibung
Die Gestrichelte Winde ist ein kissenbildender Spalierhalbstrauch, der Wuchshöhen von 3 bis 25 Zentimeter erreicht. Die Pflanze bildet unterirdische Ausläufer aus. Sie ist eine niederliegend-aufsteigende Winde, die angedrückt seidig behaart ist. Die Blätter sind lanzettlich bis lineal-lanzettlich, lang verschmälert, die untersten deutlich mit verbreiterter häutiger Basis. Die Blüten stehen einzeln oder locker zu 2-7. Ihre Stiele sind kürzer als die zugehörigen Blätter. Die Vorblätter sind länger als der Kelch. Die Blütenkrone ist blassrosa und 12 bis 25 Millimeter lang.
Die Blütezeit reicht von Juli bis August.
Die Chromosomenzahl beträgt 2n = 30, seltener 60.

## Vorkommen
Die Gestrichelte Winde kommt vom Mittelmeerraum, von der Türkei und Süd-Russland bis Pakistan und der westlichen Mongolei auf Felsfluren und Äckern vor.

## Nutzung
Die Gestrichelte Winde wird selten als Zierpflanze für Steingärten genutzt. Sie ist seit 1770 in Kultur.